# Austrolimnophila (Austrolimnophila) atripes
Austrolimnophila (Austrolimnophila) atripes is een tweevleugelige uit de familie steltmuggen (Limoniidae). De soort komt voor in het Australaziatisch gebied.